# Аргун (Стрітенський район)
Аргу́н (рос. Аргун) — село у складі Стрітенського району Забайкальського краю, Росія. Входить до складу Ботівського сільського поселення.

## Населення
Населення — 105 осіб (2010; 136 у 2002).
Національний склад (станом на 2002 рік):
- росіяни — 100 %